# Apophua evanescens
Apophua evanescens là một loài tò vò trong họ Ichneumonidae.